# Faustina Amerbach
Faustina Amerbach (ur. 25 listopada 1530, zm. 19 lutego 1602) – przedstawicielka bazylejskiego rodu Amerbachów, córka Bonifaciusa Amerbacha, siostra Basiliusa Amerbacha, matka Ludwiga Iselina.
Urodziła się jako drugie z kolei (po zmarłej w dzieciństwie siostrze Ursuli – Faustinę wspomina w liście napisanym po śmierci siostry do ojca dzieci Erazm z Rotterdamu, co stanowi element szerszej konsolacji) dziecko mieszkającego w Bazylei prawnika i humanisty Bonifaciusa Amerbacha i jego żony Marthy Fuchs. Jej młodszym bratem był Basilius, a młodszymi siostrami Esther (zmarła również w dzieciństwie) oraz Juliana. W rodzinie uchodziła za ogólnie lubiane i towarzyskie dziecko.
Początkowo rodzina planowała, że Faustina zostanie żoną kogoś z rodu Grynaeusów, za czym szczególnie optował pozostający z tym ostatnim w dobrych relacjach jej ojciec. Jednak małżeństwo nie doszło do skutku i 9 lipca 1548 poślubiła ona Johanna Ulricha Iselina, prawnika (doktorat uzyskał na uniwersytecie we włoskiej Pawii), dopiero co zatrudnionego na bazylejskim uniwersytecie. Po śmierci małżonka w 1564 wyszła po dwóch latach, które wypełniły długie starania o jej rękę, ponownie za mąż – tym razem za bazylejskiego drukarza i wydawcę Johannesa Oporinusa. Dzięki swojemu majątkowi i wsparciu, jakiego udzieliła mężowi, udało się oddłużyć przedsiębiorstwo Oporinusa. Śmierć męża w 1568 zamyka dobrze poznany przez badaczy okres życia Faustiny, chociaż archiwum rodzinne Amerbachów, zdeponowane w bibliotece uniwersytetu w Bazylei, zawiera wiele dokumentów jej dotyczących, wytworzonych w ostatnich trzech dekadach XVI wieku i na początku XVIII wieku.
Z dwóch małżeństw miała w sumie ósemkę dzieci: siedem z Johannem Ulrichem Iselinem (w tym syna Ludwiga Iselina) i  jednego syna z Johannesem Oporinusem.